# Asmah Haji Omar
Asmah Haji Omar (ur. 5 marca 1940 w Jitra) – malezyjska językoznawczyni. Zajmuje się językami autochtonicznymi Malezji oraz rozprzestrzenieniem geograficznym języka malajskiego. Jej dorobek obejmuje książki z zakresu gramatyki malajskiej i planowania językowego. Sporządziła opis gramatyczny języka iban (wyd. 1981).

## Życiorys
Kształciła się na Uniwersytecie Indonezyjskim. Edukację kontynuowała na Uniwersytecie Londyńskim, gdzie w 1969 r. uzyskała doktorat z językoznawstwa ogólnego. W latach 1963–2000 wykładała na Uniwersytecie Malaya. Pozostaje związana z tą uczelnią jako profesor emeritus.

## Wybrana twórczość
- Essays on Malaysian Linguistics (1975)[1]
- Kepelbagaian Fonologi Dialek-dialek Melayu (1977)[1]
- The Iban Language of Sarawak: A Grammatical Description (rozprawa doktorska 1969, wyd. 1981)[1]
- An Introduction to Malay Grammar (współautorstwo, 1985)[1]
- Bahasa dan alam pemikiran Melayu (1985)[1]
- The Encyclopedia of Malaysia: Languages and Literature (2004)[2]
- Languages in the Malaysian Education System: Monolingual strands in multilingual settings (2016)[2]